# Chlore
Le chlore est l'élément chimique de numéro atomique 17, de symbole Cl. C'est le plus commun des halogènes.
Le chlore est abondant dans la nature, son dérivé le plus important est le sel de table ou chlorure de sodium (NaCl). Ce dernier est nécessaire à de nombreuses formes de vie.
Le chlore, à l'état de corps simple, se présente sous la forme de la molécule de dichlore Cl2, qui est un gaz jaune-vert 2,5 fois plus dense que l'air, aux conditions normales de température et de pression. Ce gaz a une odeur suffocante très désagréable et est extrêmement toxique.
L'ion hypochlorite de l'eau de Javel contenant un atome de chlore, on dit souvent d'une eau javellisée qu'elle est « chlorée ». Il s'agit toutefois d'un abus de langage, source fréquente de confusions entre l'élément chlore, le gaz dichlore et l'ion hypochlorite. C'est sous le nom de chlore que le dichlore est en effet répertorié pour le transport des matières dangereuses par exemple.
Certains virus (norovirus par exemple), certaines bactéries ou les biofilms peuvent développer une certaine résistance au chlore. Ce phénomène est d'intérêt épidémiologique et écoépidémiologique.

## Découverte
Le premier chimiste à avoir isolé le dichlore est réputé être le Suédois Carl Wilhelm Scheele, en 1774. Il lui donna le nom d'acide muriatique déphlogistiqué, car il pensait que c'était un gaz composé.
Avec l'abandon du phlogistique, on crut pendant quelques années que ce gaz contenait de l'oxygène, et ce n'est qu'en 1809 que le chimiste britannique Humphry Davy prouva qu'il n'en était pas ainsi, reconnut que c'était un corps simple, et lui donna son nom actuel de chlore.
Le nom de chlore vient du grec chloros qui signifie « vert pâle », en référence à la couleur de l'élément chimique pur.

## Isotopes
Le chlore possède 24 isotopes connus de nombre de masse variant entre 28 et 51, ainsi que deux isomères, 34 mCl et 38 mCl. Seuls deux isotopes sont stables, 35Cl et 37Cl, et représentent la quasi-totalité du chlore naturellement présent (respectivement 75,77 et 24,23 %), le reste étant le chlore 36, un radioisotope cosmogénique présent à l'état de trace. La masse atomique standard du chlore est de 35,453(2) u. Trois isotopes du chlore (35, 36 et 37) ont des spins nucléaires, ce qui permet de les étudier par RMN.

## Caractéristiques notables

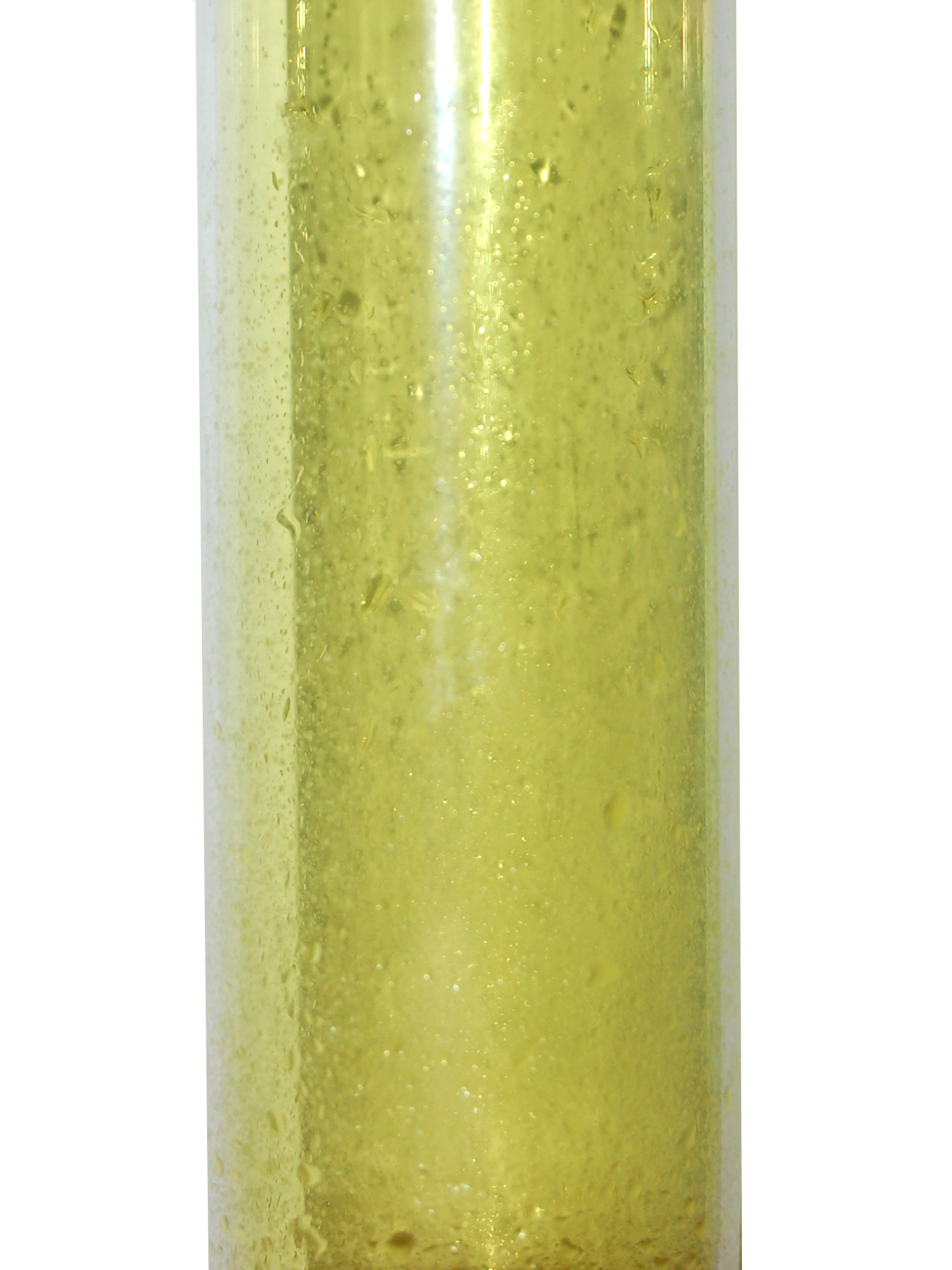
Dichlore gazeux.

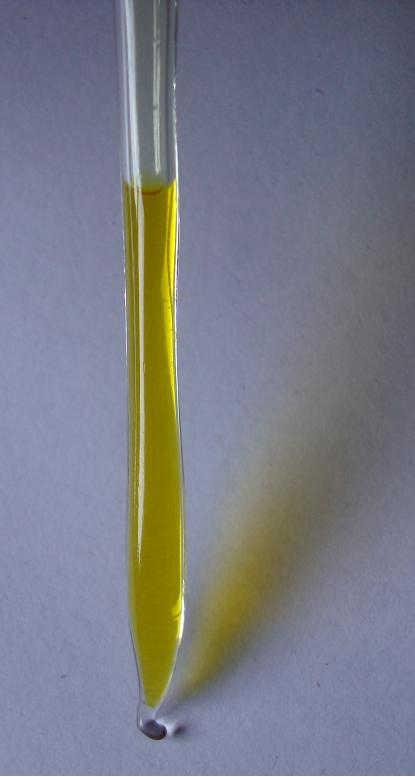
Dichlore liquide.

L'élément chimique pur a la forme d'un gaz jaune-verdâtre diatomique Cl2, le dichlore cité plus haut, dans les conditions normales de température et de pression. Le chlore est produit à partir des chlorures, par oxydation et principalement par électrolyse. Avec des métaux, il forme des sels appelés les chlorures.
Le chlore se liquéfie aisément, il bout à −34 °C à pression atmosphérique. Il est transporté (ou conservé) liquide, sous pression (vers 7 bars), aux températures ambiantes : sous 6,95 bars à 21 °C.
Avec le fluor, le brome et l'iode, le chlore appartient à la famille des halogènes, dans le groupe 17 du tableau périodique — groupe d'éléments très électronégatifs, donc très réactifs. Il se combine aisément avec presque tous les éléments. En effet, la liaison entre les deux atomes est relativement faible (seulement 242,580 ± 0,004 kJ/mol), ce qui fait de Cl2 une molécule fortement réactive.
Des composés avec l'oxygène, l'azote, le xénon et le krypton sont connus. Ils ne se forment pas par une réaction directe entre ces éléments, mais qui doit être initiée par un agent externe, catalyseur ou ionisation. Bien que très réactif, le chlore n'est pas aussi réactif que le fluor. Le gaz de chlore pur, cependant, est (comme l'oxygène) un comburant et peut soutenir la combustion des composés organiques tels que les hydrocarbures, bien que le carbone composant le carburant tende à ne brûler qu'incomplètement, une grande partie demeurant sous forme de suie. Ce qui montre l'affinité (relative) extrême du chlore pour l'hydrogène (comme tous les halogènes), produisant du chlorure d'hydrogène, un corps mieux lié que l'eau (l'oxyde d'hydrogène).
À 10 °C et pression atmosphérique normale, 1 L d'eau dissout 3,10 L de chlore et 1,77 L à 30 °C.
En solution, le chlore se trouve généralement sous forme d'ion chlorure Cl−. Cet ion est le principal ion dissous dans l'eau de mer : environ 1,9 % de la masse de l'eau de mer est celle des ions chlorure.

## Utilisations
Le chlore est un produit chimique important dans la purification de l'eau, dans les désinfectants, les agents de blanchissement ainsi que dans le gaz moutarde.
En raison de sa toxicité, le dichlore a été un des premiers gaz employés lors de la Première Guerre mondiale comme gaz de combat. Les premiers masques à gaz inventés pour s'en protéger étaient en fait des compresses ou des cagoules de toiles imbibées de thiosulfate de sodium.
Le dichlore est depuis largement utilisé pour fabriquer de nombreux objets et produits courants :
- comme biocide, pour tuer les bactéries et autres microbes, donc pour la potabilisation de l'eau (dichlore, eau de Javel…). Le chlore a des propriétés rémanentes, ce qui signifie que son action désinfectante est valable sur tout le long du réseau de distribution d'eau. Pour purifier l'eau, on peut également utiliser le dioxyde de chlore, gaz très oxydant qui présente l'avantage de ne pas produire de chlorophénols lorsqu'il reste des traces de dérivés phénoliques dans l'eau. Ce produit est en outre décolorant et désodorisant ;
- pour le traitement de l'eau des piscines comme biocide sous la forme de chloro-isocyanurates (par exemple le dichloroisocyanurate de sodium dihydrate pour le chlore choc) ou d'acide trichloroisocyanurique (en) (par exemple pour le chlore lent) qui ont l'avantage de se présenter sous une forme solide[15] ;
- pour le blanchissement du papier : autrefois on utilisait du chlore gazeux mais ce procédé était très polluant. Il a été remplacé par un procédé employant du dioxyde de chlore en combinaison avec du peroxyde d'hydrogène ;
- pour la production d'antiseptiques, de colorants, d'insecticides, de peintures, de produits pétroliers, des plastiques (comme le PVC), des médicaments, des textiles, des dissolvants, et de beaucoup d'autres produits de consommation.

La chimie organique emploie le chlore comme oxydant et en substitution de l'hydrogène, parce que cette substitution confère souvent des propriétés intéressantes aux composés organiques, par exemple au néoprène (un caoutchouc synthétique résistant aux hydrocarbures).
Il existe d'autres emplois dans la production des chlorates, chloroforme, tétrachlorure de carbone, et dans l'extraction de brome.
En géomorphologie et paléosismologie, l'isotope 36Cl, créé par les rayons cosmiques, est utilisé pour la datation d'une surface ou la détermination d'un taux d'érosion.

## Historique
Le mot chlore vient du grec khlôros signifiant « vert pâle ».
Le dichlore est découvert en 1774 par le chimiste Carl Wilhelm Scheele en versant quelques gouttes d'acide chlorhydrique sur du dioxyde de manganèse. Scheele pense à tort qu'il contient de l'oxygène. C'est en 1810 que Humphry Davy lui attribue le nom de chlore, en insistant sur le fait que c'était en fait un élément chimique bien distinct.
À partir du XIXe siècle, le chlore, notamment sous forme d'eau de Javel, est utilisé comme désinfectant et pour le traitement de l'eau potable. Il est également utilisé pour le blanchiment des tissus dans l'industrie textile.
Dès la fin de la Seconde Guerre mondiale, le chlore est utilisé en prépondérance pour la désinfection des eaux de centres de remise en forme et de piscines publiques et privées. Le chlore est quelquefois associé à d'autres produits algicides, pour neutraliser le développement des algues dans les eaux de baignades chaudes et froides.
En 2010, le chlore intervient sous la forme du 5-chloro-uracile, remplaçant la thymine du code génétique d'une bactérie et formant un AXN (voir xénobiologie).

## Sources
Dans la nature, on ne trouve le chlore que combiné avec d'autres éléments, en particulier du sodium, sous forme de sel (chlorure de sodium : NaCl), mais également avec la carnallite et la sylvine.
L'électrolyse chlore-soude est la principale méthode de production du chlore. Elle a lieu à partir d'une solution aqueuse de chlorure de sodium : le chlore se dégage à l'anode et l'eau est décomposée à la cathode en hydrogène (qui se dégage) et en ions hydroxyde formant progressivement une solution de soude. On peut aussi électrolyser directement le sel fondu.
En laboratoire, le chlore peut s'obtenir en chauffant un mélange de solution d'acide chlorhydrique et de dioxyde de manganèse.

## Composés
- Chlorures - hypochlorites - chlorites - chlorates - perchlorates
- Oxydes de chlore
- Composés organochlorés

## En analyse biologique
Le taux sanguin de chlore est appelé chlorémie. Dans le sang d'un adulte de poids moyen à jeun, il doit être compris entre 98 et 107 mEq/L.

## Effets sur la santé
Des études ont montré une influence de la chloration des piscines sur le risque d'asthme et de rhinites allergiques, soit à cause du chlore, soit à cause des produits secondaires ou sous-produits que son usage génère,, qui peuvent aussi en cas d'exposition chroniques affecter le personnel travaillant dans les piscines (trihalométhanes ou autres) qui peuvent être toxiques ou génotoxiques.
Le chlore irrite le système respiratoire, spécialement chez les enfants et les personnes âgées. Une forte exposition au chlore peut entraîner un asthme induit ou syndrome de Brooks. Cet asthme serait prédisposé par l'exposition chronique à l'air des piscines intérieures qui s'accompagne d'une destruction des cellules de Clara (cellules protectrices situées dans les poumons).
Dans son état gazeux, il irrite les membranes des muqueuses et dans son état liquide, il brûle la peau. Il suffit de 3,5 ppm pour distinguer son odeur, mais ce gaz est mortel à partir de 1 000 ppm pour une bouffée d'environ une minute. L'exposition à ce gaz ne devrait donc pas excéder 0,5 ppm (valeur d'exposition moyenne pondérée sur 8 heures, 40 heures par semaine).
Sur les sites industriels, la détection du chlore est primordiale pour la sécurité des personnes, ainsi des détecteurs sont mis en place. L'Institut national de recherche et de sécurité (INERIS) a réalisé une étude indépendante sur cinq détecteurs de chlore à la demande de l'EXERA.
Son utilisation pour la désinfection de l'eau potable ou des piscines génère des sous-produits dangereux, dont certains gazeux comme les chloramines, particulièrement au contact de la sueur et de l'urine. Certains sont toxiques, d'autres peuvent entraîner des défauts de naissance, d'autres encore sont génotoxiques et enfin certains sont des cancérigènes connus,.
D'autres effets secondaires du chlore dans l'eau potable seraient liés à ses caractéristiques très oxydantes avec pour conséquences des irritations de la peau et une sensation de sécheresse en bouche conduisant parfois à un défaut d'hydratation. La plupart des filtres à base de charbon actif éliminent facilement le chlore par adsorption, au risque toutefois d'entraîner alors dans le réservoir à température ambiante une prolifération microbienne.